# Alessandro Piccinelli (historietista)
Alessandro Piccinelli (Como, Italia, 3 de abril de 1975) es un dibujante de cómic e ilustrador italiano.

## Biografía
Tras graduarse como diseñador de tejidos en el instituto técnico "Setificio" de Como, asistió a las clases de la "Scuola del Fumetto" de Milán. Durante sus estudios, debutó como ilustrador para el diario local Corriere di Como. En 2000 trabajó como guionista y dibujante de cómics para la revista M.A.R.E. y en 2001 realizó dibujos educativos para la editorial Meroni.
En 2006 comenzó a colaborar con la editorial Bonelli debutando con un episodio de Zagor guionizado por Mauro Boselli. Posteriormente entró a formar parte del equipo de la serie estrella de la Bonelli, Tex, ilustrando una historia escrita por el mismo Boselli y publicada en 2009. En 2016, después del fallecimiento de Gallieno Ferri, Piccinelli fue elegido como el nuevo portadista de Zagor.